# Agrostis rosei
Agrostis rosei é uma espécie de gramínea do gênero Agrostis, pertencente à família Poaceae.